# Yukie Koumegawa
Yukie Koumegawa es una deportista japonesa que compitió en triatlón. Ganó dos medallas de plata en el Campeonato Asiático de Triatlón en los años 1998 y 2000.

## Palmarés internacional
| Campeonato Asiático | Campeonato Asiático | Campeonato Asiático | Campeonato Asiático |
| Año                 | Lugar               | Medalla             | Prueba              |
| ------------------- | ------------------- | ------------------- | ------------------- |
| 1998                | Changi (Singapur)   | Medalla de plata    | Individual          |
| 2000                | Gamagori (Japón)    | Medalla de plata    | Individual          |